# 호이트 액스턴

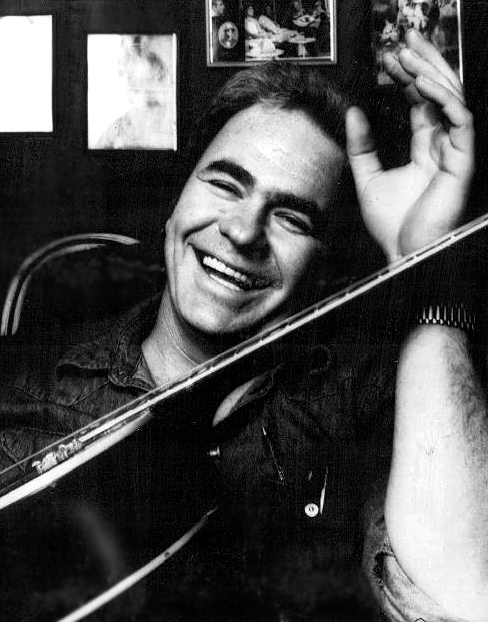

호이트 액스턴(Hoyt Axton, 1938년 3월 25일 ~ 1999년 10월 26일)은 미국의 가수, 배우이다.
헬레나에서 사망하였다. 사인은 심근 경색이다.

## 영화
- 킹 코브라 (1999년)
- 넘버 원 팬 (1995년)
- 영웅 일기 (1995년)
- 도어웨이 (1993년)
- 생매장 (1990년) - 샘 에버리 보안관 역
- 천사탈주 (1989년) - 레브스크 신부 역
- 범죄의 조건 (1989년)
- 무법자 (1988년)
- 크리스마스 컴스 투 윌로우 크릭 (1987년)
- 르넬 지터의 재판 (1987년)
- 욕망의 거리 (1986년)
- 그렘린 (1984년) - 랜달 펠처 역
- 검은 종마 2 (1983년)
- 고래같은 마음 (1983년)
- 더 정크맨 (1982년) - 본인 / Capt. Gibbs 역
- 7인의 신부 (1982년)
- 인데인저드 스피시즈 (1982년)
- 라이어스 문 (1982년)
- 헐리우드 나이츠 (1980년)
- 검은 종마 (1979년)
- 신나는 개구쟁이 (1978년)